# Syringamminidae
Syringamminidae — родина форамініфер класу Monothalamea.

## Опис
Екзоскелет крихкий, побудований із трубок ксенофіїв, щільно з'єднаних між собою. Ксенофії — неорганічна частина екзоскелета, що складається з чужорідних елементів, таких як спікули губок, фрагменти панцирів інших форамініфер або радіолярій, і мінеральних часток.